# Raoul Traverso
Raoul Traverso, noto anche con lo pseudonimo di Roudolph (Genova, 1915 – 1993), è stato un fumettista italiano prolifico autore particolarmente noto per le trasposizioni a fumetti di romanzi classici.

## Biografia
Dopo il diploma, lavora come geometra ma dedicandosi anche all'attività di traduttore, scrittore e sceneggiatore; dalla fine degli anni quaranta e per tutti gli anni cinquanta scrive numerose sceneggiature di fotoromanzi per Il Vittorioso; dall'inizio degli anni quaranta inizia a collaborare con la moglie Pia Roudolph scrivendo fiabe raccolte in volumi conservati alla "DeA d’antan" –Catalogo del fondo Narrativa Ragazzi Antiquariato Biblioteca Edmondo De Amicis di Genova 131ROUDOLPH,P.Vi racconterò una fiaba.....: fiabe originali / Raoul e Pia Traverso. –[Roma] : SAS, stampa 1944. –151 p ( per le editrici SAS e SAIE Pia Roudolph in Traverso, scriverà almeno una decina di romanzi, fra i quali, cito dal sito "Dea d'Antan"  "Le due meteore" e sarà feconda traduttrice dal francese di opere di Juls Verne ed altri). : ill.; 29 cm. –Dedica ms. sul recto del foglio di guardia anteriore: "Al piccolo Claudio nel giorno della sua I Comunione con affetto Marialuisa e Marilena [Tiro?] 31/5/45". È la moglia Pia Roudolph che inizia a collaborare al "Vittorioso" a partire dal numero 30 del 1948 (fonte: cronologia de Il Vittorioso, Associazione Amici del "Vittorioso" sito internet) Sul Vittorioso esordì come autore di fumetti con la storia "In fondo al mare" (1948) e "Un figlio pilota" (1965), disegnate da Kurt Caesar, con il quale collaborò fino al 1965; Il gigante nero (1959), disegnata da Chiletto,storia apparsa per la prima volta in albo serie Vitt "Ted" La disfida (1963) disegnata da Giovannini e 2 valigie e una pistola (1963) disegnata da Polese. Contemporaneamente collabora con Il Giornalino realizzando la serie I conquistatori dell'aria dal 1952 al 1953 e, dal 1961 al 1962, El Cid Campeador; divenne nel tempo uno dei più prolifici autori della testata.
Con lo pseudonimo Sanmauro, negli anni settanta scrive serie western come Saloon, disegnata da Stelio Fenzo e pubblicata sempre sul Giornalino fino al 1978; si dedica anche alla trasposizioni a fumetti di classici della letteratura come Michele Strogoff, nel 1973, e I figli del capitano Grant nel 1974, disegnate da Franco Caprioli e Gino D'Antonio, nel 1975, L'ultimo dei Mohicani, disegnata da Alarico Gattia. Particolarmente note divennero le trasposizioni di opere di William Shakespeare come La tempesta nel 1975 e Giulietta e Romeo e Amleto nel 1976 disegnate Gianni De Luca firmandosi con lo pseudonimo di Sigma; queste tre trasposizioni a fumetti verranno ripubblicate in volume con molto successo; altra trasposizione fu Viaggio al centro della Terra, disegnata da Renato Polese. Successivamente scrisse la serie L'arciere di Uri, disegnate da Alarico Gattia, e pubblicata nel 1978. Dal 1979 al 1981 scrive delle storie a fumetti tratte dai documentari di Folco Quilici nella serie Ai confini dell'avventura, disegnate da Giancarlo Alessandrini. Nello stesso periodo scrive la trasposizione del Il principe e il povero disegnata da Attilio Micheluzzi e pubblicata nel 1979; lo stesso anno venne ripubblicata volume.
Negli anni ottanta realizza altre trasposizioni da romanzi di Verne per il Giornalino come Le tribolazioni di un cinese in Cina e 20.000 leghe sotto i mari, disegnate da Renato Polese, oltre a due biografie, su Salvo D’Acquisto, Florence Nightingale, Martin Luther King e Gandhi disegnate da Attilio Micheluzzi che disegnerà anche altre riduzioni di romanzi.
Negli anni novanta, sempre per il Giornalino, scrive insieme a Corrado Blasetti la serie King Arthur (1993-1994), disegnata da Alessandro Chiarolla, Metal City (1996) disegnata da Nevio Zeccara, Aktar – Il fuoco sacro (1999) disegnata da Alfredo Brasioli.